# Список футбольных клубов России по числу выигранных титулов

Ниже представлен список футбольных клубов России по общему числу выигранных титулов в советское и российское время. В нём перечислены все российские футбольные клубы, выигравшие хотя бы один из четырёх основных домашних трофеев, либо хотя бы один из четырёх главных европейских клубных турниров, либо межконтинентальный турнир. В число этих трофеев входят: победа в чемпионате СССР, чемпионате России, Кубке СССР, Кубке России, Кубке сезона СССР, Суперкубке России, Кубке Федерации футбола СССР, Призе Всесоюзного комитета, Кубке Премьер-Лиги, Лиге чемпионов УЕФА, Лиге Европы УЕФА (включая Кубок УЕФА), Суперкубке УЕФА, Клубном чемпионате мира.

## История
Клубные футбольные турниры в Российской империи стали проводиться в начале XX века и не выходили за рамки первенств городов. Первым таким соревнованием стал чемпионат Санкт-Петербурга, проводившийся с 1901 года Санкт-Петербургской футбол-лигой. В 1909 году состоялся первый чемпионат Москвы («Кубок Фульда», официально проводился с 1910 года Московской футбольной лигой). Чемпионаты страны проводились в 1912—1914 годах среди сборных городов.
В первые годы советской власти была продолжена традиция проведения чемпионатов страны среди сборных (городов, республик, регионов). Начиная с 1936 года стали проводиться первые общенациональные клубные турниры, ставшие регулярными: Чемпионат СССР по футболу и Кубок СССР по футболу. Первым чемпионом СССР стало московское «Динамо», а первым обладателем кубка — московский «Локомотив». В 1952 году единственный раз был проведен турнир на Приз Всесоюзного комитета физкультуры и спорта. В 1977, 1981, 1984—1987 и 1989 году проводился советский суперкубок — Кубок сезона. В период 1986—1990 годов разыгрывался ещё один официальный трофей — Кубок Федерации футбола СССР. В перечисленных соревнованиях принимали участие клубы из РСФСР.
В еврокубках советские клубы начали принимать участие с сезона 1965/1966 (киевское «Динамо» стало участником Кубка обладателей кубков УЕФА 1965/1966) и продолжали участвовать до момента распада СССР (сезон 1991/1992). Первыми российскими клубами-участниками еврокубков стали «Торпедо» (участник Кубка европейских чемпионов 1966/1967) и «Спартак» (участник Кубка обладателей кубков УЕФА 1966/1967).
С сезона 1992/1993 российские клубы продолжили участие в европейских турнирах. За все время участия в еврокубках командами из России выиграны три трофея:
- Кубок УЕФА 2004/2005, победитель ЦСКА[4]
- Кубок УЕФА 2007/2008, победитель «Зенит» (Санкт-Петербург)[5]
- Суперкубок УЕФА 2008, победитель «Зенит» (Санкт-Петербург)[6]

Всего за период с 1936 года (с момента начала проведения национальных клубных турниров) самым титулованным российским клубом является «Спартак», выигравший 38 трофеев (из них 37 турнирных и 1 суперкубок). В советский период (с 1936 года по 1992 год) больше всего выигранных трофеев также у «Спартака» — 23 (все турнирные). В российский период (с 1992 года) больше всего трофеев у «Зенита» — 27 (из них 17 турнирных и 10 суперкубков). Большую часть титулов взяли московские клубы: 121 из 162 (75 %).

## Достижения клубов
Чемпионат — Чемпионат СССР + Чемпионат России

Кубок — Кубок СССР + Кубок России

Суперкубок — Суперкубок России + Кубок сезона СССР

Кубок Лиги — Кубок Федерации футбола СССР + Кубок Премьер-Лиги + Приз Всесоюзного комитета

Еврокубки — Кубок УЕФА + Суперкубок УЕФА
Кол-во титулов по клубам (%)
 Спартак – 38 (23,46 %) ЦСКА – 37 (22,84 %) Зенит – 30 (18,52 %) Динамо – 19 (11,73 %) Локомотив – 17 (10,49 %) Торпедо – 10 (6,17 %) Рубин – 5 (3,09 %) Другие клубы – 6 (3,70 %)

### Общая таблица
| №     | Клуб                    | Чемпионат (СССР + РФ) | Кубок (СССР + РФ) | Кубок Лиги (СССР + РФ) | Суперкубок (СССР + РФ) | Еврокубки (КУ + СК) | Итого турнирные трофеи | Итого суперкубки | Итого | Последний титул | Прим.         |
| ----- | ----------------------- | --------------------- | ----------------- | ---------------------- | ---------------------- | ------------------- | ---------------------- | ---------------- | ----- | --------------- | ------------- |
| 1     | Спартак (Москва)        | 22 (12+10)            | 14 (10+4)         | 1 (1+0)                | 1 (0+1)                | 0                   | 37                     | 1                | 38    | 2022            | [ 9 ] [ 10 ]  |
| 2     | ЦСКА                    | 13 (7+6)              | 14 (5+9)          | 1 (1+0)                | 8 (0+8)                | 1 (1+0)             | 29                     | 8                | 37    | 2025            | [ 11 ] [ 12 ] |
| 3     | Зенит (Санкт-Петербург) | 11 (1+10)             | 6 (1+5)           | 1 (0+1)                | 10 (1+9)               | 2 (1+1)             | 19                     | 11               | 30    | 2024            | [ 13 ] [ 14 ] |
| 4     | Динамо (Москва)         | 11 (11+0)             | 7 (6+1)           | 0                      | 1 (1+0)                | 0                   | 18                     | 1                | 19    | 1995            | [ 15 ]        |
| 5     | Локомотив (Москва)      | 3 (0+3)               | 11 (2+9)          | 0                      | 3 (0+3)                | 0                   | 14                     | 3                | 17    | 2021            | [ 16 ]        |
| 6     | Торпедо (Москва)        | 3 (3+0)               | 7 (6+1)           | 0                      | 0                      | 0                   | 10                     | 0                | 10    | 1993            | [ 17 ]        |
| 7     | Рубин                   | 2 (0+2)               | 1 (0+1)           | 0                      | 2 (0+2)                | 0                   | 3                      | 2                | 5     | 2012            | [ 18 ]        |
| 8—9   | Алания                  | 1 (0+1)               | 0                 | 0                      | 0                      | 0                   | 1                      | 0                | 1     | 1995            | [ 19 ]        |
| 8—9   | Краснодар               | 1 (0+1)               | 0                 | 0                      | 0                      | 0                   | 1                      | 0                | 1     | 2025            | [ 20 ]        |
| 10—13 | СКА (Ростов-на-Дону)    | 0                     | 1 (1+0)           | 0                      | 0                      | 0                   | 1                      | 0                | 1     | 1981            | [ 21 ]        |
| 10—13 | Ахмат                   | 0                     | 1 (0+1)           | 0                      | 0                      | 0                   | 1                      | 0                | 1     | 2004            | [ 22 ]        |
| 10—13 | Ростов                  | 0                     | 1 (0+1)           | 0                      | 0                      | 0                   | 1                      | 0                | 1     | 2014            | [ 23 ]        |
| 10—13 | Тосно                   | 0                     | 1 (0+1)           | 0                      | 0                      | 0                   | 1                      | 0                | 1     | 2018            | [ 24 ]        |

Самое большое количество чемпионских титулов (22) за всю историю у «Спартака». Выигранных кубков (14) у «Спартака» и ЦСКА. Наибольшее число выигранных Суперкубков страны (10) и еврокубков (2) у «Зенита».

### Достижения по периодам

#### Достижения в турнирах СССР
В данном разделе представлена таблица достижений клубов в период с 1936 года по 1992 год. Последним учтённым турниром является Кубок СССР—СНГ 1991/92.
| № | Клуб                 | Чемпионат СССР | Кубок СССР/СНГ | Кубок Лиги СССР | Суперкубок СССР | Итого турнирные трофеи | Итого суперкубки | Итого | Прим.         |
| - | -------------------- | -------------- | -------------- | --------------- | --------------- | ---------------------- | ---------------- | ----- | ------------- |
| 1 | Спартак (Москва)     | 12             | 10             | 1               | 0               | 23                     | 0                | 23    | [ 9 ] [ 10 ]  |
| 2 | Динамо (Москва)      | 11             | 6              | 0               | 1               | 17                     | 1                | 18    | [ 15 ]        |
| 3 | ЦСКА                 | 7              | 5              | 1               | 0               | 13                     | 0                | 13    | [ 11 ] [ 12 ] |
| 4 | Торпедо (Москва)     | 3              | 6              | 0               | 0               | 9                      | 0                | 9     | [ 17 ]        |
| 5 | Зенит (Ленинград)    | 1              | 1              | 0               | 1               | 2                      | 1                | 3     | [ 13 ] [ 14 ] |
| 6 | Локомотив (Москва)   | 0              | 2              | 0               | 0               | 2                      | 0                | 2     | [ 16 ]        |
| 7 | СКА (Ростов-на-Дону) | 0              | 1              | 0               | 0               | 1                      | 0                | 1     | [ 21 ]        |

Самое большое количество чемпионских титулов (12) и выигранных кубков (10) за советский период у «Спартака».

#### Достижения в турнирах России
В данном разделе представлена таблица достижений российских футбольных клубов с 1992 года. Первый учтённый турнир — чемпионат России 1992.
| №    | Клуб                    | Чемпионат | Кубок | Кубок Лиги | Суперкубок | Еврокубки (КУ + СК) | Итого турнирные трофеи | Итого суперкубки | Итого национальных турниров | Итого | Последний титул | Прим.         |
| ---- | ----------------------- | --------- | ----- | ---------- | ---------- | ------------------- | ---------------------- | ---------------- | --------------------------- | ----- | --------------- | ------------- |
| 1    | Зенит (Санкт-Петербург) | 10        | 5     | 1          | 9          | 2 (1+1)             | 17                     | 10               | 25                          | 27    | 2024            | [ 13 ] [ 14 ] |
| 2    | ЦСКА                    | 6         | 9     | 0          | 8          | 1 (1+0)             | 16                     | 8                | 23                          | 24    | 2025            | [ 11 ] [ 12 ] |
| 3    | Спартак (Москва)        | 10        | 4     | 0          | 1          | 0                   | 14                     | 1                | 15                          | 15    | 2022            | [ 9 ] [ 10 ]  |
| 4    | Локомотив (Москва)      | 3         | 9     | 0          | 3          | 0                   | 12                     | 3                | 15                          | 15    | 2021            | [ 16 ]        |
| 5    | Рубин                   | 2         | 1     | 0          | 2          | 0                   | 3                      | 2                | 5                           | 5     | 2012            | [ 18 ]        |
| 6—7  | Алания                  | 1         | 0     | 0          | 0          | 0                   | 1                      | 0                | 1                           | 1     | 1995            | [ 19 ]        |
| 6—7  | Краснодар               | 1         | 0     | 0          | 0          | 0                   | 1                      | 0                | 1                           | 1     | 2025            | [ 20 ]        |
| 8—12 | Торпедо (Москва)        | 0         | 1     | 0          | 0          | 0                   | 1                      | 0                | 1                           | 1     | 1993            | [ 17 ]        |
| 8—12 | Динамо (Москва)         | 0         | 1     | 0          | 0          | 0                   | 1                      | 0                | 1                           | 1     | 1995            | [ 15 ]        |
| 8—12 | Ахмат                   | 0         | 1     | 0          | 0          | 0                   | 1                      | 0                | 1                           | 1     | 2004            | [ 22 ]        |
| 8—12 | Ростов                  | 0         | 1     | 0          | 0          | 0                   | 1                      | 0                | 1                           | 1     | 2014            | [ 23 ]        |
| 8—12 | Тосно                   | 0         | 1     | 0          | 0          | 0                   | 1                      | 0                | 1                           | 1     | 2018            | [ 24 ]        |

В российский период истории самое большое количество чемпионских титулов (10) у «Спартака» и «Зенита», выигранных кубков (9) — у «Локомотива» и ЦСКА. Наибольшее число выигранных суперкубков (9) у «Зенита». Наибольшее число выигранных еврокубков (2) у «Зенита».
Самая длинная серия чемпионств (6) у «Спартака» в период 1996—2001 и «Зенита» (2019—2024).

##### Трофеи в турнирах Российской Федерации
В официальных российских футбольных турнирах разыгрываются следующие трофеи:

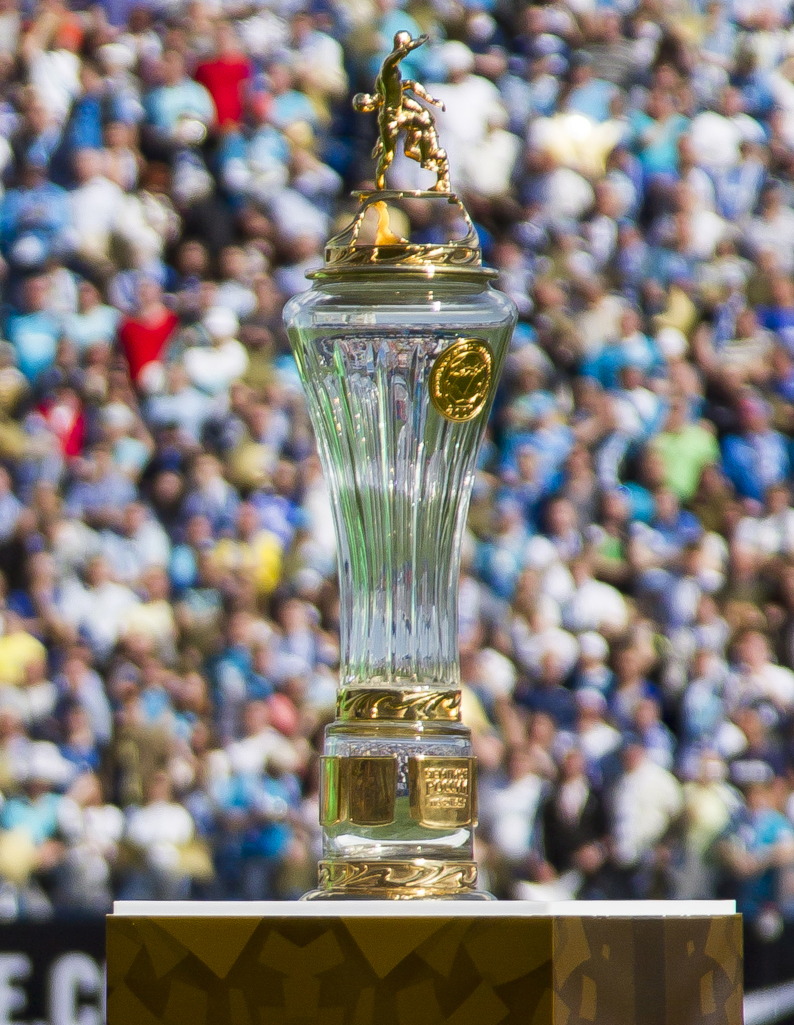
Трофей победителя РПЛ (2015—2019)
Кубок России (вариант 2010 года)
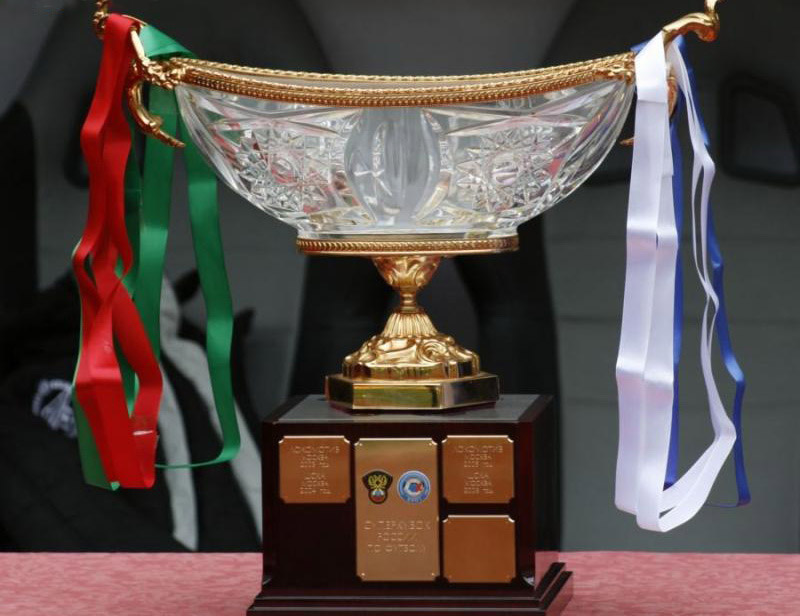
Суперкубок России

### Золотые дубли и другие случаи побед в нескольких турнирах в течение одного года
В истории российских клубов неоднократно случались золотые дубли, когда одна и та же команда выигрывала за один год чемпионат и кубок страны. Такие дубли происходили как в советский, так и в российский периоды.
В СССР первый золотой дубль сделало московское «Динамо» в 1937 году. «Спартак» Москва свой первый золотой дубль сделал в 1938 году, а затем повторил это достижение годом позже, сделав, таким образом, первый и последний в СССР «двойной дубль». Также дублями из клубов, представлявших РСФСР, отличались ЦДКА/ЦДСА/ЦСКА и московское «Торпедо».
Московский «Спартак» выигрывал чемпионат и кубок России в 1994 и 1998 годах. В 2010, 2020 и 2024 годах петербургский «Зенит» выиграл чемпионат и кубок России. ЦСКА смог первым в истории российского футбола сделать «двойной дубль» в 2005 и 2006 годах. Ещё один дубль ЦСКА сделал в сезоне 2012/13.
| Клуб                    | СССР             | Россия                 | Всего |
| ----------------------- | ---------------- | ---------------------- | ----- |
| Спартак (Москва)        | 1938, 1939, 1958 | 1992, 1994, 1998       | 6     |
| ЦСКА                    | 1948, 1951, 1991 | 2005, 2006, 2012/13    | 6     |
| Зенит (Санкт-Петербург) | —                | 2010, 2019/20, 2023/24 | 3     |
| Динамо (Москва)         | 1937             | —                      | 1     |
| Торпедо (Москва)        | 1960             | —                      | 1     |

Среди российских клубов уникальным достижением обладает ЦСКА, выигравший в 2005 сразу три турнира: чемпионат России, Кубок России, а также первым из своей страны Кубок УЕФА.
«Спартак» в 1987 году выиграл чемпионат и Кубок Федерации футбола СССР.

## Достижения по городам
Кол-во титулов по городам (%)
 Москва – 121 (74,69 %) Санкт-Петербург – 30 (18,52 %) Казань – 5 (3,09 %) Остальные – 6 (3,70 %)
| №   | Город                 | Кол-во клубов | Чемпионат (СССР + РФ) | Кубок (СССР + РФ) | Кубок Лиги (СССР + РФ) | Суперкубок (СССР + РФ) | Еврокубки (КУ + СК) | Итого | Последний титул | Прим.                                           |
| --- | --------------------- | ------------- | --------------------- | ----------------- | ---------------------- | ---------------------- | ------------------- | ----- | --------------- | ----------------------------------------------- |
| 1   | Москва                | 5             | 52 (33+19)            | 53 (29+24)        | 2 (2+0)                | 13 (1+12)              | 1 (1+0)             | 121   | 2025            | [ 9 ] [ 10 ] [ 11 ] [ 12 ] [ 15 ] [ 16 ] [ 17 ] |
| 2   | Санкт-Петербург       | 1             | 11 (1+10)             | 6 (1+5)           | 1 (0+1)                | 10 (1+9)               | 2 (1+1)             | 30    | 2024            | [ 13 ] [ 14 ]                                   |
| 3   | Казань                | 1             | 2 (0+2)               | 1 (0+1)           | 0                      | 2 (0+2)                | 0                   | 5     | 2012            | [ 18 ]                                          |
| 4   | Ростов-на-Дону        | 2             | 0                     | 2 (1+1)           | 0                      | 0                      | 0                   | 2     | 2014            | [ 21 ] [ 23 ]                                   |
| 5—6 | Владикавказ           | 1             | 1 (0+1)               | 0                 | 0                      | 0                      | 0                   | 1     | 1995            | [ 19 ]                                          |
| 5—6 | Краснодар             | 1             | 1 (0+1)               | 0                 | 0                      | 0                      | 0                   | 1     | 2025            | [ 20 ]                                          |
| 7—8 | Грозный               | 1             | 0                     | 1 (0+1)           | 0                      | 0                      | 0                   | 1     | 2004            | [ 22 ]                                          |
| 7—8 | Ленинградская область | 1             | 0                     | 1 (0+1)           | 0                      | 0                      | 0                   | 1     | 2018            | [ 24 ]                                          |

ФК «Тосно» представлял Ленинградскую область.

## Достижения по годам
В данном разделе представлены российские футбольные клубы-победители турниров за каждый год. Если турнир в рассматриваемом году не проводился, то в соответствующем поле указано «не проводился». Если в соревновании победил не российский клуб (относится к турнирам СССР и еврокубкам), то указывается прочерк «—».
В скобках указано, каким по счету является титул для клуба (количество титулов подсчитывается отдельно для каждого соревнования).
В случае золотого дубля (один и тот же клуб в указанном году выиграл и Чемпионат страны, и Кубок страны) название клуба отмечено знаком «*».
| Год                                                                                     | Чемпион       | Победитель Кубка | Победитель Кубка Лиги | Победитель Суперкубка | Победитель Лиги Европы | Победитель Суперкубка УЕФА |
| --------------------------------------------------------------------------------------- | ------------- | ---------------- | --------------------- | --------------------- | ---------------------- | -------------------------- |
| 1936 (в)                                                                                | Динамо (1)    | Локомотив (1)    | не проводился         | не проводился         | не проводился          | не проводился              |
| 1936 (о)                                                                                | Спартак (1)   |                  | не проводился         | не проводился         | не проводился          | не проводился              |
| 1937                                                                                    | Динамо* (2)   | Динамо* (1)      | не проводился         | не проводился         | не проводился          | не проводился              |
| 1938                                                                                    | Спартак* (2)  | Спартак* (1)     | не проводился         | не проводился         | не проводился          | не проводился              |
| 1939                                                                                    | Спартак* (3)  | Спартак* (2)     | не проводился         | не проводился         | не проводился          | не проводился              |
| 1940                                                                                    | Динамо (3)    | не проводился    | не проводился         | не проводился         | не проводился          | не проводился              |
| В 1941—1943 годах общесоюзные турниры не проводились из-за Великой Отечественной войны. |               |                  |                       |                       |                        |                            |
| 1944                                                                                    | не проводился | Зенит (1)        | не проводился         | не проводился         | не проводился          | не проводился              |
| 1945                                                                                    | Динамо (4)    | ЦДКА (1)         | не проводился         | не проводился         | не проводился          | не проводился              |
| 1946                                                                                    | ЦДКА (1)      | Спартак (3)      | не проводился         | не проводился         | не проводился          | не проводился              |
| 1947                                                                                    | ЦДКА (2)      | Спартак (4)      | не проводился         | не проводился         | не проводился          | не проводился              |
| 1948                                                                                    | ЦДКА* (3)     | ЦДКА* (2)        | не проводился         | не проводился         | не проводился          | не проводился              |
| 1949                                                                                    | Динамо (5)    | Торпедо (1)      | не проводился         | не проводился         | не проводился          | не проводился              |
| 1950                                                                                    | ЦДКА (4)      | Спартак (5)      | не проводился         | не проводился         | не проводился          | не проводился              |
| 1951                                                                                    | ЦДСА* (5)     | ЦДСА* (3)        | не проводился         | не проводился         | не проводился          | не проводился              |
| 1952                                                                                    | Спартак (4)   | Торпедо (2)      | ЦДСА (1)              | не проводился         | не проводился          | не проводился              |
| 1953                                                                                    | Спартак (5)   | Динамо (2)       | не проводился         | не проводился         | не проводился          | не проводился              |
| 1954                                                                                    | Динамо (6)    | —                | не проводился         | не проводился         | не проводился          | не проводился              |
| 1955                                                                                    | Динамо (7)    | ЦДСА (4)         | не проводился         | не проводился         | не проводился          | не проводился              |
| 1956                                                                                    | Спартак (6)   | не проводился    | не проводился         | не проводился         | не проводился          | не проводился              |
| 1957                                                                                    | Динамо (8)    | Локомотив (2)    | не проводился         | не проводился         | не проводился          | не проводился              |
| 1958                                                                                    | Спартак* (7)  | Спартак* (6)     | не проводился         | не проводился         | не проводился          | не проводился              |
| 1959                                                                                    | Динамо (9)    | Торпедо* (3)     | не проводился         | не проводился         | не проводился          | не проводился              |
| 1960                                                                                    | Торпедо* (1)  | Торпедо* (3)     | не проводился         | не проводился         | не проводился          | не проводился              |
| 1961                                                                                    | —             | —                | не проводился         | не проводился         | не проводился          | не проводился              |
| 1962                                                                                    | Спартак (8)   | —                | не проводился         | не проводился         | не проводился          | не проводился              |
| 1963                                                                                    | Динамо (10)   | Спартак (7)      | не проводился         | не проводился         | не проводился          | не проводился              |
| 1964                                                                                    | —             | —                | не проводился         | не проводился         | не проводился          | не проводился              |
| 1965                                                                                    | Торпедо (2)   | Спартак (8)      | не проводился         | не проводился         | не проводился          | не проводился              |
| 1966                                                                                    | —             | —                | не проводился         | не проводился         | не проводился          | не проводился              |
| 1967                                                                                    | —             | Динамо (3)       | не проводился         | не проводился         | не проводился          | не проводился              |
| 1968                                                                                    | —             | Торпедо (4)      | не проводился         | не проводился         | не проводился          | не проводился              |
| 1969                                                                                    | Спартак (9)   | —                | не проводился         | не проводился         | не проводился          | не проводился              |
| 1970                                                                                    | ЦСКА (6)      | Динамо (4)       | не проводился         | не проводился         | не проводился          | не проводился              |
| 1971                                                                                    | —             | Спартак (9)      | не проводился         | не проводился         | не проводился          | не проводился              |
| 1972                                                                                    | —             | Торпедо (5)      | не проводился         | не проводился         | —                      | —                          |
| 1973                                                                                    | —             | —                | не проводился         | не проводился         | —                      | —                          |
| 1974                                                                                    | —             | —                | не проводился         | не проводился         | —                      | не проводился              |
| 1975                                                                                    | —             | —                | не проводился         | не проводился         | —                      | —                          |
| 1976 (в)                                                                                | Динамо (11)   | —                | не проводился         | не проводился         | —                      | —                          |
| 1976 (о)                                                                                | Торпедо (3)   | —                | не проводился         | не проводился         | —                      | —                          |
| 1977                                                                                    | —             | Динамо (5)       | не проводился         | Динамо (1)            | —                      | —                          |
| 1978                                                                                    | —             | —                | не проводился         | не проводился         | —                      | —                          |
| 1979                                                                                    | Спартак (10)  | —                | не проводился         | не проводился         | —                      | —                          |
| 1980                                                                                    | —             | —                | не проводился         | не проводился         | —                      | —                          |
| 1981                                                                                    | —             | СКА (1)          | не проводился         | —                     | —                      | не проводился              |
| 1982                                                                                    | —             | —                | не проводился         | не проводился         | —                      | —                          |
| 1983                                                                                    | —             | —                | не проводился         | не проводился         | —                      | —                          |
| 1984                                                                                    | Зенит (1)     | Динамо (6)       | не проводился         | —                     | —                      | —                          |
| 1985                                                                                    | —             | —                | не проводился         | Зенит (1)             | —                      | не проводился              |
| 1986                                                                                    | —             | Торпедо (6)      | —                     | —                     | —                      | —                          |
| 1987                                                                                    | Спартак (11)  | —                | Спартак (1)           | —                     | —                      | —                          |
| 1988                                                                                    | —             | —                | —                     | не проводился         | —                      | —                          |
| 1989                                                                                    | Спартак (12)  | —                | —                     | —                     | —                      | —                          |
| 1990                                                                                    | —             | —                | —                     | не проводился         | —                      | —                          |
| 1991                                                                                    | ЦСКА* (7)     | ЦСКА* (5)        | не проводился         | не проводился         | —                      | —                          |
| 1992                                                                                    | Спартак* (13) | Спартак* (10)    | не проводился         | не проводился         | —                      | —                          |
| 1993                                                                                    | Спартак (14)  | Торпедо (7)      | не проводился         | не проводился         | —                      | —                          |
| 1994                                                                                    | Спартак* (15) | Спартак* (11)    | не проводился         | не проводился         | —                      | —                          |
| 1995                                                                                    | Алания (1)    | Динамо (7)       | не проводился         | не проводился         | —                      | —                          |
| 1996                                                                                    | Спартак (16)  | Локомотив (3)    | не проводился         | не проводился         | —                      | —                          |
| 1997                                                                                    | Спартак (17)  | Локомотив (4)    | не проводился         | не проводился         | —                      | —                          |
| 1998                                                                                    | Спартак* (18) | Спартак* (12)    | не проводился         | не проводился         | —                      | —                          |
| 1999                                                                                    | Спартак (19)  | Зенит (2)        | не проводился         | не проводился         | —                      | —                          |
| 2000                                                                                    | Спартак (20)  | Локомотив (5)    | не проводился         | не проводился         | —                      | —                          |
| 2001                                                                                    | Спартак (21)  | Локомотив (6)    | не проводился         | не проводился         | —                      | —                          |
| 2002                                                                                    | Локомотив (1) | ЦСКА (6)         | не проводился         | не проводился         | —                      | —                          |
| 2003                                                                                    | ЦСКА (8)      | Спартак (13)     | Зенит (1)             | Локомотив (1)         | —                      | —                          |
| 2004                                                                                    | Локомотив (2) | Терек (1)        | не проводился         | ЦСКА (1)              | —                      | —                          |
| 2005                                                                                    | ЦСКА* (9)     | ЦСКА* (7)        | не проводился         | Локомотив (2)         | ЦСКА (1)               | —                          |
| 2006                                                                                    | ЦСКА* (10)    | ЦСКА* (8)        | не проводился         | ЦСКА (2)              | —                      | —                          |
| 2007                                                                                    | Зенит (2)     | Локомотив (7)    | не проводился         | ЦСКА (3)              | —                      | —                          |
| 2008                                                                                    | Рубин (1)     | ЦСКА (9)         | не проводился         | Зенит (2)             | Зенит (1)              | Зенит (1)                  |
| 2009                                                                                    | Рубин (2)     | ЦСКА (10)        | не проводился         | ЦСКА (4)              | —                      | —                          |
| 2010                                                                                    | Зенит* (3)    | Зенит* (3)       | не проводился         | Рубин (1)             | —                      | —                          |
| 2011                                                                                    | Зенит (4)     | ЦСКА (11)        | не проводился         | Зенит (3)             | —                      | —                          |
| 2012                                                                                    | Зенит (4)     | Рубин (1)        | не проводился         | Рубин (2)             | —                      | —                          |
| 2013                                                                                    | ЦСКА* (11)    | ЦСКА* (12)       | не проводился         | ЦСКА (5)              | —                      | —                          |
| 2014                                                                                    | ЦСКА (12)     | Ростов (1)       | не проводился         | ЦСКА (6)              | —                      | —                          |
| 2015                                                                                    | Зенит (5)     | Локомотив (8)    | не проводился         | Зенит (4)             | —                      | —                          |
| 2016                                                                                    | ЦСКА (13)     | Зенит (4)        | не проводился         | Зенит (5)             | —                      | —                          |
| 2017                                                                                    | Спартак (22)  | Локомотив (9)    | не проводился         | Спартак (1)           | —                      | —                          |
| 2018                                                                                    | Локомотив (3) | Тосно (1)        | не проводился         | ЦСКА (7)              | —                      | —                          |
| 2019                                                                                    | Зенит (6)     | Локомотив (10)   | не проводился         | Локомотив (3)         | —                      | —                          |
| 2020                                                                                    | Зенит* (7)    | Зенит* (5)       | не проводился         | Зенит (6)             | —                      | —                          |
| 2021                                                                                    | Зенит (8)     | Локомотив (11)   | не проводился         | Зенит (7)             | —                      | —                          |
| 2022                                                                                    | Зенит (9)     | Спартак (14)     | не проводился         | Зенит (8)             | —                      | —                          |
| 2023                                                                                    | Зенит (10)    | ЦСКА (13)        | не проводился         | Зенит (9)             | —                      | —                          |
| 2024                                                                                    | Зенит* (11)   | Зенит* (6)       | не проводился         | Зенит (10)            | —                      | —                          |
| 2025                                                                                    | Краснодар (1) | ЦСКА (14)        | не проводился         | ЦСКА (8)              | —                      | —                          |
| 2026                                                                                    |               |                  | не проводился         |                       | —                      | —                          |